# It Won't Be Soon Before Long
It Won't Be Soon Before Long es el segundo disco de estudio de la banda estadounidense Maroon 5, lanzado el 2 de mayo de 2007, casi cinco años después del exitoso Songs About Jane (2002).
Su primer sencillo fue la canción Makes Me Wonder, que estuvo en los primeros lugares de los rankings.
El álbum debutó en México con el segundo salto más grande en rankings, luego de Minutes to Midnight de Linkin Park (del 92.º al 2.º): saltó del lugar 63.º al 3.º en solo una semana. 

## Información del álbum
It Won't Be Soon Before Long tiene doce canciones, más 7 bonus tracks. La banda señaló en las entrevistas que el álbum tiene una sensación diferente a Songs About Jane. No todas las canciones se basan en una relación específica, como en Jane, también tiene un sonido diferente a su primer álbum, siendo más eléctrico, que se inspiraró en artistas tales como Talking Heads, Michael Jackson y Prince. De las 12 canciones oficiales del álbum, existen 7 bonus tracks, todos han sido filtrados a Internet. 
El video del sencillo "Makes Me Wonder", fue nominado como "Mejor Video" en los pasado MTV Video Music Award.
El estribillo de "Nothing Lasts Forever" es el mismo utilizado en el sencillo de Kanye West "Heard 'Em Say", que cuenta con la participación Adam Levine, dice "...the distance between us makes it so hard to stay...". La canción también ha sido presentada en un tráiler de la próxima película Definitely, Maybe.
El nombre del disco "It Won't Be Soon Before Long" se inspiró en una frase que la banda decía para mantenerse motivados durante su gira. Primero con Flynn como baterista oficial luego de salida de Duscik.

## Lista de canciones
Las canciones del segundo disco de Maroon 5 son las siguientes:
1. "If I Never See Your Face Again" (Adam Levine/James Valentine) (Producida por Mike Elizondo, Mark "Spike" Stent y Maroon 5, producida adicionalmente por Mark Endert) – 3:21
2. "Makes Me Wonder" (Adam Levine/Jesse Carmichael/Mickey Madden) (Producida por Mark Endert y Maroon 5) – 3:31
3. "Little of Your Time" (Adam Levine) (Producida por Eric Valentine y Maroon 5) – 2:17
4. "Wake Up Call" (Adam Levine/James Valentine) (Producida por Mike Elizondo, Mark "Spike" Stent, Sam Farrar y Maroon 5, coproducido por Mark Endert) – 3:21
5. "Won't Go Home Without You" (Adam Levine) (Producida por Mike Elizondo, Mark "Spike" Stent y Maroon 5) – 3:51
6. "Nothing Lasts Forever" (Adam Levine) (Producida por Mike Elizondo, Mark "Spike" Stent y Maroon 5) – 3:07
7. "Can't Stop" (Adam Levine/James Valentine) (Producida por Eric Valentine y Maroon 5) – 2:32
8. "Goodnight, Goodnight" (Adam Levine) (Producida por Mike Elizondo, Mark "Spike" Stent y Maroon 5) – 4:03
9. "Not Falling Apart" (Adam Levine) (Producida por Mike Elizondo, Mark "Spike" Stent y Maroon 5) – 4:03
10. "Kiwi" (Adam Levine/Jesse Carmichael) (Producida por Mike Elizondo, Mark "Spike" Stent y Maroon 5)– 3:34
11. "Better That We Break" (Adam Levine) (Producida por Mike Elizondo, Mark "Spike" Stent y Maroon 5) – 3:06
12. "Back at Your Door" (Adam Levine/Jesse Carmichael) (Producida por Mark Endert y Maroon 5) – 3:47
13. "Infatuation (Bonus Track)" (Adam Levine/Jesse Carmichael)

### Sencillos
- Makes Me Wonder (marzo de 2007)
- Wake Up Call (agosto de 2007)
- Won’t Go Home Without You (noviembre de 2007)
- Goodnight, Goodnight (abril de 2008) Lanzado solo en Canadá y Hong Kong
- If I Never See Your Face Again con Rihanna (mayo de 2008)
- Goodnight, Goodnight (agosto de 2008) Lanzamiento mundial

## Certificaciones
| País           | Proveedor (es)                                 | Posición | Certificación | Ventas    |
| -------------- | ---------------------------------------------- | -------- | ------------- | --------- |
| Alemania       | Media Control                                  | 6        | -             | -         |
| Australia      | ARIA                                           | 5        | Platino       | 70 000+   |
| Canadá         | CRIA                                           | 2        | Platino       | 100 000+  |
| Corea del Sur  | MIAK                                           | 1        | 3x Platino    | 91 809    |
| Estonia        | Pedro                                          | 1        | -             | -         |
| Estados Unidos | Billboard 200                                  | 1        | 2x Platino    | 1 947 359 |
| Estados Unidos | Top Digital Albums - Billboard                 | 1        | -             | -         |
| Estados Unidos | Top Internet Albums - Billboard                | 1        | -             | -         |
| Estados Unidos | Billboard Comprehensive Albums - Billboard     | 1        | -             | -         |
| Estados Unidos | Top Modern Rock/Alternative Albums - Billboard | 5        | -             | -         |
| España         | Promusicae                                     | 6        | -             | -         |
| Francia        | IFOP                                           | 13       | -             | 75.000+   |
| Francia        | IFOP                                           | 3        | -             | 75.000+   |
| Irlanda        | IRMA                                           | 3        | -             | -         |
| Italia         | FIMI                                           | 4        | Oro           | 40.000+   |
| Japón          | Oricon                                         | 3        | Platino       | 250.000+  |
| México         | AMPROFON                                       | 3        | -             | -         |
| Noruega        | IFPI                                           | 7        | -             | -         |
| Nueva Zelanda  | RIANZ                                          | 1        | Oro           | 7.500+    |
| Holanda        | NVPI/Megacharts                                | 4        | -             | -         |
| Reino Unido    | OCC                                            | 1        | Platino       | 300.000+  |
| Suiza          | Media Control                                  | 6        | -             | -         |
| Taiwán         | G-Music                                        | 5        | -             | -         |
| Taiwán         | Five Music                                     | 2        | -             | -         |